# Poemenesperus marmoratus
Poemenesperus marmoratus es una especie de escarabajo longicornio del género Poemenesperus, tribu Tragocephalini, subfamilia Lamiinae. Fue descrita científicamente por Jordan en 1894.
Se distribuye por República Democrática del Congo. Mide aproximadamente 13-15 milímetros de longitud.